# Pokémon Green
Pokémon Edició Verd és, al costat de Pokémon TCG 2, els únics jocs Pokémon que no van eixir del mercat nipó. Pokémon Verd va eixir al costat de Pokémon Vermell el 1995 per a la consola portàtil de l'època, Game Boy. Pokémon Verd i Roig van ser els primers jocs Pokémon de la història, el primer pas que va donar aquesta saga per a convertir-se en el que és avui dia. Com dèiem, aquest joc mai va eixir del Japó, en la resta del món Pokémon Blau va ser l'encarregat d'acompanyar a Pokémon Roig. Pokémon Blau no és Pokémon Verd amb un nom diferent, Pokémon Blau també va eixir al mercat nipó més tard, quan Game Freak i Nintendo es van adonar de l'èxit que podria suposar aquesta saga de menuts monstres capturables. Pokémon Vermell, Verd, Blue i Groc van vendre vendre més de 46 milions d'unitats a tot el món, convertint-se en els jocs mes venuts de la història per Game Boy.
Pokémon Verd i Roig eren uns jocs molt addictius però amb uns gràfics una mica simples per al potencial que tenia la màquina de 8 bits de Nintendo. En Japó, Pokémon Blau va suposar una millora i una nitidesa major en els gràfics. En la resta del món, Pokémon va aparèixer per primera vegada amb aquests gràfics millorats.
Pokémon Verd conta la història d'un jove entrenador Pokémon que desitja ser un mestre Pokémon. Per a això haurà de vèncer als 8 líders de gimnàs que hi ha repartits per la regió de Kanto per col·leccionar les seues medalles, capturar als 151 Pokémon coneguts usant les pokéball i vèncer en la lliga anyil per a convertir-se en el campió. Durant el teu camí per Pokémon Roig i Verd et trobaràs amb nombrosos obstacles i entrenadors, amb aquests últims hauràs de combatre i guanyar sempre que et vegen si no vols acabar en el Centre Pokémon més proper. Els obstacles, com menuts arbres (per a tallar-los hem de tenir l'habilitat cort) o aigua (per a creuar-la hem de tenir l'habilitat surf) en el nostre camí se superen gràcies a les MO (Màquines Ocultes), unes tècniques que es poden ensenyar als teus Pokémon. També existeixen les MT (Màquines Tècniques), que ensenyaran als Pokémon diferents atacs, però cal anar amb compte amb elles, ja que cada MT només es pot utilitzar una vegada.
Una de les coses que va cridar especialment l'atenció al Japó, és l'aparició del Pokémon 151, Mew. Este curiós Pokémon pot aprendre totes les MT i MO.